# خانه برونی
خانه برونی (دارالبرهان) مربوط به دوره ایلخانی است و در شهر میبد، مرکز شهر واقع شده و این اثر در تاریخ ۲۴ بهمن ۱۳۷۵ با شمارهٔ ثبت ۱۸۳۶ به‌عنوان یکی از آثار ملی ایران به ثبت رسیده‌است.

## خانهٔ برونی و تزئینات آن

### تاریخچهٔ خانهٔ برونی
تا سی سال پیش خانهٔ برونی، خانه‌ای مسکونی بود که چند خانوار در آن زندگی می‌کردند. مالکیت خانه نیز در اختیار خانوادهٔ برهانی بود که نام خانه برگرفته از نام آن‌ها است. خانهٔ برونی یک بنای چهار ایوانی با حیاط مرکزی است که کشیدگی و تناسب رفیع آن تشخّص ویژه‌ای دارد. ایوان و ایوانچه‌های روبرو در حیاط از نظم ویژه‌ای برخوردارند. نسبت‌های کشیده و مرتفع ایوان جنوبی را می‌توان به دورۀ  مغول نسبت داد؛ اگرچه این دلیل به تنهایی کافی نیست. مشابه ایوان کشیده و مرتفع این خانه، در خانهٔ کدخدای بفروئیه، خانه ی حسینیان در یزد و خانه رفیعی‌های فیروز آباد دیده می‌شود. در خانهٔ رفیعی‌ها ساختار ایوان‌ها در حیاط مرکزی، هنوز حفظ شده‌است. خانه حسینیان یزد که ایرج افشار در یادگاری‌های یزد از آن به نام خانهٔ طاق بلند یا خانهٔ بزرگ یاد می‌کند ازخانه‌های مشهور با چنین ساختاری است. استاد پیرنیا که نخستین کسی است که به اهمیت خانهٔ حسینیان پی برد و به تحقیق و نقشه‌برداری آن پرداخت … این خانه را متعلق به شرف‌الدین حسین، بانی مدرسهٔ حسینیه می‌داند که در کوچهٔ حسینیان واقع بوده‌است و در اوایل سدهٔ هشتم هجری ساخته شده‌است.» ایرج افشار اعتقاد دارد این خانه، یکی از دو خانه ایست که در تاریخ جدید یزد به آن‌ها اشاره شده که یکی از آن‌ها در اوائل سدهٔ نهم هجری و دیگری در اوائل سدهٔ هشتم هجری ساخته شده‌است. او خانهٔ حسینیان را ساختهٔ سید شمس الدین محمد، بانی مدرسهٔ شمسیه می‌داند. روش دیگر در بررسی تاریخی، مقایسهٔ تطبیقی جزئیات بناست. از این منظر، خانهٔ برونی را می‌توان با دقت بیشتر تاریخ‌گذاری نمود. تقسیم‌بندی‌های ایوان در خانهٔ برونی، مشابه تقسیم‌بندی‌های ایوان خانهٔ حسینیان یزد، خانهٔ کدخدای بفروئیه، خانه‌ای در عقدا و بقعهٔ شیخ احمد در محلهٔ فهادان یزد است. بین نقوش ایوان خانهٔ برونی و تقسیم‌بندی‌های بقعهٔ شیخ احمد، شباهت بسیاری دیده می‌شود. از بقعهٔ شیخ احمد مستندات تاریخی بیشتری در دست است که تاریخ آن را نیمهٔ سدهٔ هشتم هجری بیان می‌کند. نقوش برجستهٔ بدنه‌ها در زیر گنبد بقعهٔ شیخ احمد، هم از نظر نقش مایه‌ها و هم از لحاظ روش ساخت، به آثار موجود در خانه برونی شباهت بسیار دارد. با تطبیق نقوش و تناسبات، می‌توان تزئینات ایوان‌های خانهٔ برونی را نیز به نیمهٔ سدهٔ هشتم هجری نسبت داد. مشابه تزئینات کف‌سازی اتاق چلیپا در خانهٔ برونی _ که کار باستان‌شناسی و مطالعه بر روی آن انجام شده‌است_ در مجموعهٔ شهدای فهرج به دست آمده و تاریخ آن با قید احتیاط ۷۵۰ ه‍.ق تخمین زده شده‌است. به گفته باستان‌شناس محقق شادروان عنایت الله امیرلو از این کف‌سازی نمونهٔ دیگری وجود ندارد. وی در شرح بنای شهدای فهرج می‌گوید: «کف بنا ترکیبی است از آجر و کاشی، آجرها به شکل شش ضلعی و کاشی‌ها مثلثی هستند. یک آجر همراه با شش کاشی مثلثی شکل، ستاره شش پری را ایجاد کرده‌است که نه تنها در معماری یزد بلکه در سراسر ایران تا این تاریخ سابقه نداشته‌است … با توجه به شواهد موجود احتمالاً تمام کف با این پوشش مفروش بوده‌است… تلفیق آجر و کاشی، استفاده از کاشی یک رنگ به خصوص آبی فیروزه‌ای و تلفیق آن با آجر نخودی رنگ از اوایل دورهٔ اسلامی مورد توجه معماران بوده‌است که به صورت اشکال هندسی در میان آجرهای قالب زده یا تراش دار به کار گرفته شده‌اند و نمونه‌های گوناگون آن را در مسجد دامغان، جامع قزوین، مسجد سین، مسجد ملک زوزن در خراسان و منار مدرسهٔ طبس و … می‌توان دید؛ ولی تمام مدارک و شواهد حکایت از کاربرد این تزئینات در نماسازی دارد و در کف بنا تنها از آجر استفاده شده و کاشی بیشتر در آستانه درگاه‌ها، محراب‌ها و سکوهای موجود در بنا به کار رفته است؛ بنابراین این شیوه تزئین را می‌بایست به گونه‌های تزئینات معماری ایران افزود و آن را تأییدی بر شکوفایی معماری یزد در قرن هشتم هجری دانست» از وضعیت تزئینات ایوان جنوبی پیداست که هم‌زمان با ساخت بنا به وجود نیامده و بنا پیش از تزئین ایوان جنوبی مدتی بدون پیرایه بوده‌است. در بخش‌هایی از طاق ایوان جنوبی خانه و بدنهٔ اصلی اتاق شاه نشین در زیر لایه اندود فعلی، خشت‌هایی در اندازهٔ ۲۸×۲۵×۶ سانتی‌متر و در دوره‌ای متاخرتر با خشت‌های ۲۲×۲۲×۵ سانتیمتر تعویض شده‌اند. هنگام مرمت تزئینات ایوان نیز، آثاری از دو طاقچهٔ اندود شده بدون هیچ شباهتی با تزئینات ایوان، در زیر لایهٔ اندود تزئینی به دست آمد که با خشت پر شده و سپس اندود منسوب به دوره ی ایلخانی بر روی آن کشیده شده بود. در واقع به نظر می‌رسد در این دوره ایوان وجود نداشته‌است. با توجه به آنچه آمد، دوره‌های مختلف دخل و تصرف در بنا را تا پیش از مرمت‌های دورهٔ فعلی، می‌توان به صورت زیر تقسیم کرد: دوره اول: پیش از نیمهٔ قرن هشتم، وجود ایوان مشخص نیست. دورهٔ دوم: شکل‌گیری ایوان بدون تزئینات. دورهٔ سوم:نیمهٔ قرن هشتم، تعمیر ایوان و ایجاد تزئینات گلی و کف‌سازی آجر و کاشی. دورهٔ چهارم:احتمالا قرن نهم، شکل‌گیری اتاق چلیپا و اجرای مقرنس گلی سقف این اتاق. دورهٔ پنجم:احتمالا قاجار، تعمیر بدنهٔ ایوان و اضافه کردن چند اتاق، ساخت طاقچه‌های جدید و به کارگیری گچ. از آنجا که تزئینات خانهٔ برونی هم‌زمان با مرمت و تعمیر ایوان در دورهٔ سوم حیات بنا به وجود آمده، می‌توان با قطع یقین گفت که تاریخ اوج تجمل و شکوه این بنا، در زمان ساخت تزئینات ایوان و احتمالاً در نیمهٔ سدهٔ هشتم بوده‌است. اما در بارهٔ اهمیت خاص بنا در محدودهٔ بیده نمی توان اظهار نظر قطعی کرد. این فرضیه که خانهٔ برونی در دوره‌ای هم‌زمان با تزئین و آرایش مجدد بنا و ایجاد ساختار فعلی اتاق چلیپا، کاربردی غیر مسکونی داشته‌است، نیز مطرح است.

### تقسیم‌بندی تزئینات
خانهٔ برونی از لحاظ تزئینات یکی از غنی‌ترین آثار تاریخی میبد است که انواع تزئینات معماری در آن به کار رفته‌است. تزئینات این خانه را می
توان به چند گروه تقسیم نمود:

#### پنجره‌های گچی
در خانهٔ برونی بقایای دو پنجرهٔ گچی موجود است. یکی از پنجره‌ها کوچکتر از دیگری است و نقش ساده‌تری هم دارد، احتمالاً مربوط به دوره‌ای پس
از تزئینات گلی است. این پنجره که حدود ۳۰ درصد آن باقی مانده، از ملات گچ و خاک ساخته شده، در بدنهٔ اتاق پشت ایوان شمالی قرار دارد و
می‌توان اثر خط اندازی استاد کار را بر روی آن پیش از گیرش گچ مشاهده کرد.
با توجه به این اثر، می‌توان تحلیل کرد که در ابتدا گچ به صورت تخته ریخته شده و پیش از گیرش کامل، حالت دونم، خطوط اصلی خط اندازی شده و
سپس جزئیات طرح به صورت فی البداهه بر روی گچ اجرا شده‌است. مرحلهٔ آخر و پرداخت نهایی در حالت خشک انجام می‌شده‌است. در این شیوه گچ و مواد
افزودنی باید به خوبی الک شده باشند تا در آن دانه‌های درشت وجود نداشته باشد. دانه‌های درشت در هنگام برش گچ مزاحمت ایجاد می‌کنند.
پنجرهٔ بزرگتر که تنها بقایای لبهٔ آن در روزن نورگیر ایوان جنوبی باقی مانده، بسیار ظریف تر و ریز کار تر از نمونهٔ قبلی و است. به نظر
می‌رسد این پنجره، طرحی توری مشابه بنای خدیجه خاتون و مسجد شاه ولی داشته‌است، و البته امکان دارد طرح آن در حاشیه ظریف و در وسط متفاوت
بوده باشد. ضخامت این قاب پنجرهٔ گچی ۵/۱ تا ۲ سانتی‌متر است؛ و از گچ بسیار ریزدانه ساخته شده و مشخص است که در دوره‌ای، تا نیمه مسدود و
با آجر بسته شده‌است؛ در سمت چپ بالای آن نیز اثر شکستگی و تعمیرات بدنه دیده می‌شود که احتمالاً همان شکستگی باعث آسیب دیدن پنجره شده‌است.
متأسفانه ظریف بودن صالح و رانش‌های ساختار بنا باعث شده این پنجره فرو بریزد.
همان‌طور که در بخش تزئینات معماری در میبد ذکر شده، این نوع پنجره از تزئینات مرسوم در میبد و یزد است که در خانهٔ کدخدای بفروئیه، خانهٔ
حسینیان یزد، بقعهٔ دوازده امام (ع) یزد و خانه‌ای در محله کرم میبد دیده می‌شود. نمونه‌های این نقش هندسی در دو خانه در بیده دیده می‌شود و
بقایای نمونه‌هایی با نقوش گیاهی در آن‌ها وجود دارد. شیوهٔ دیگر ساخت این نورگیرها ترکیب گچ با شیشه است که بیشتر در خانه‌های کاشان مشاهده
شده‌است.

#### آجر و کاشی کف اتاق شاه نشین
در کف‌سازی بخش‌های راست و چپ اتاق شاه‌نشین خانهٔ برونی، ترکیب آجر شش ضلعی با کاشی سبز- آبی به چشم می‌خورد. این ترکیب به صورت گرهٔ
شمسه ی شش در نواری وسط اتاق با کف‌سازی آجر مربع قطع شده‌است. آجرها ۲۰ سانتی‌متر قطر دارند و اندازهٔ میانگین هر ضلع کاشی‌های مثلثی ۹
سانتی متراست. در این ترکیب بسیار زیبا که با مهارت نیز انجام شده لبهٔ کاشی‌ها یخ نخورده و زاویهٔ قائمه دارند. ضخامت کاشی‌ها در این کف
دو سانتی‌متر است. نکتهٔ سؤال‌برانگیز قطع شدن این ترکیب زیبا در پای دیوارهای اتاق با اندود کاهگل است. جای پرسش است که این کف‌سازی که با
چنین دقتی و در تناسب با مقرنس سقف و اضلاع اتاق اجرا شده، چرا این‌گونه قطع شده‌است؟

#### مقرنس‌های گلی
یکی از نفیس‌ترین تزئینات موجود در خانهٔ برونی، مقرنس‌هایی است که زیر سقف اتاق شاه‌نشین جنوبی و در ایوانچهٔ شرقی حیاط باقی مانده‌است.
ویژگی این مقرنس‌ها، توپر بودن آنهاست، این تزئینات همانند مقرنس‌های گچی اجرا نشده بلکه با شکل دادن به توده‌ای گلی و پرداخت نهایی آن
باچند لایه گل نرمه، شکل مقرنس را پیدا کرده‌است.
این شیوهٔ ساخت را می‌توان تا حدودی از کاربندی ایوانچهٔ شرقی، که بر اثر نفوذ رطوبت پوسته پوسته شده، تشخیص داد. در این قسمت چند لایهٔ
کاهگل که بر روی هم قرار گرفته‌اند قابل تشخیص است. در این بخش میخ‌های چوبی در طبقات مقرنس زده شده و به جای لب تخته‌های گچی، از قطعات خشت
برای سطوح عمودی استفاده شده‌است. خشت به کار رفته البته نازکتر از خشت معمولی و در واقع تختهٔ گلی است. این تخته‌ها به شکل دلخواه برش
خورده و در پایه یا دیگر بخش‌های مقرنس به کار رفته‌اند. خشت‌ها بر روی پایهٔ چوبی سوار شده و فضای خالی پشت آن‌ها با گل پر شده‌است. در
پرداخت نهایی، نیز اندود نرمهٔ کاهگلی بر روی مقرنس‌ها کشیده شده و نقوشی مشابه با نقوش خفیف برجستهٔ ایوان جنوبی و شمالی روی آن ایجاد
شده‌است. خطوط تأکیدکننده‌ای که تقسیمات هندسی مقرنس‌ها را نشان می‌دهند نیز به همین شیوه کار را تکمیل کرده سپس پوستهٔ خاکستری روی
تزئینات آمده‌است. در مقرنس‌های مدرسهٔ شاه ابوالقاسم یزد نیز چنین شیوه‌ای به کار رفته‌است.

#### نقش برجسته‌های گلی
مهمترین بخش تزئینات خانهٔ برونی، نقش برجستهٔ گلی هستند. آثار این تزئینات که در اسپر و بدنه‌های ایوان جنوبی دیده می‌شوند، در ایوان شمالی
نیز وجود داشته‌اند که بر اثر نفوذ باران، پس از ریزش طاق ایوان از بین رفته‌اند. اثر این تزئینات در بدنهٔ ایوان شرقی و غربی نیز دیده می
شود. در یک تقسیم‌بندی شکلی این دسته از تزئینات را در خانهٔ برونی می‌توان به دو گروه تقسیم کرد:
۱. نقش برجسته‌های گلی با برجستگی و فرورفتگی کم و نقوش ساده، که بیشتر سطح ایوان با این دسته نقوش پوشانده شده‌است.
۲. نقش برجسته‌های گلی با نقوش پیچیده‌تر و فرورفتگی و برجستگی بیشتر که در قالب هفت لوح مستطیل شکل در بالای اسپر ایوان جنوبی دیده می‌شوند.
گروه اول نقش برجسته‌ها، در ایوان شمالی نیز وجود داشته که اکنون اثر اندکی از آن مانده‌است. از گروه دوم، یعنی نقش برجسته‌ها ی با عمق بیشتر
که مشابه گچبری هستند، آثاری در ایوان جنوبی برجا مانده‌است. این تزئینات، به دلیل ارزانی و همگن بودن با ساختار خشتی بنا بسیار قابل توجه
است و بیشتر از گچبری یا آینه کاری و … در برابر تنش‌های بنا مقاومت می‌کند که دلیل آن انعطاف بیشتر کاهگل نسبت به گچ و کاشی و … است.
نقش برجسته‌های گلی در برابر باران و رطوبت مقاومتی ندارند و به راحتی شسته می‌شوند. البته اجرای چنین نقوشی به خاکی با قابلیت شکل‌پذیری بالا
، همانند خاک میبد نیاز دارد. نمونه‌های این شیوه تنها در نقاط خشک و معماری کویری ایران دیده شده‌است.